# Johannesburg Challenger 1982
Il Johannesburg Challenger 1982 è stato un torneo di tennis facente parte della categoria ATP Challenger Series nell'ambito dell'ATP Challenger Series 1982. Il torneo si è giocato a Johannesburg in Sudafrica dal 4 al 10 aprile 1982 su campi in cemento.

## Vincitori

### Singolare
Danie Visser ha battuto in finale  Van Winitsky con il punteggio di 6–4, 6–3

### Doppio
Freddie Sauer /  Schalk Van Der Merwe hanno battuto in finale  Danie Visser /  Tian C. Viljoen con il punteggio di 6–2, 6–1